# Língua yurok
Yurok (ou Weitspekan) é uma língua álgica a beira da extinção. É falada hoje por não mais de doze pessoas (que também falam inglês da Tribo Yurok dos condados de Del Norte e Humboldt situados no litoral extremo norte da Califórnia, Estados Unidos. A referência padrão para essa língua é uma gramática escrita em 1958 por Robins.

## Nome
No que se refere à etimologia do nome Yurok (ou Weitspekan), há a seguinte opinião de Campbell (1997): Yurok vem do Karuk e significa literalmente “rio abaixo”. Os Yurok tradicionalmente denominam a si próprios de Puliklah (Hinton 1994), de pulik 'rio abaixo' + -la 'povo do', equivalendo assim à denominação Karuk, aliás pela qual são conhecidos nos Estados Unidos (Victor Golla)." (Campbell 1997:401, notes #131 & 132)}}

## Classificação
A ligação entre os membros dos grupos Wiyot e Yurok no litoral norte da Califórnia. Esse conjunto tribal já foi chamado de  Ritwan, conforme Dixon e Kroeber [1913] que o agruparam junto com outros grupos remotos do Califórnia como Línguas algonquianas, o que já for a proposto por Sapir (1913). Isso foi algo controverso na época), mas esse relacionamento foi mais tarde comprovado. Até cerca de 1850 os Yurok viveram no baixo Rio Klamath, enquanto que os Wiyot (antes chamados Wishosk) viviam na área da Baía de Humboldt no chamado “redwood belt”; O último falante fluente morreu  em  1962 (Teeter 1964b).  Muitos  estudiosos alegam que mesmo a vizinhança muito próxima no norte da Califórnia não indica uma origem comum para as línguas dos Wiyot e dos Yurok, nem também com as línguas Algonquianas (Campbell 1997).

## Escrita
A língua Yurok usa o Alfabeto latino sem as letras b, d, f, j, q, v, x, z, o C e o H só parecem em encontros consonantais.
As vogais são as cinco tradicionais mais as longas aa, ii, oo, uu e o R que pode ser vogal ou consoante. Há 10 ditongos:  rr, aw, ay, ew, ey, iw, oy, uy, tw, ry.
As consoantes são g, h, k, l, m, n, p, r, s, t, w, y mais consoantes com diacrítico (‘) – k’, ‘l, ‘m, ‘n, p’, ‘r, t’, ‘y, ‘w; e cinco encontros consonantais – ch, ch’, kw, k’w, hl, sh.

## Fonologia

### Vogais
|       | Frontal | Central | Posterior |
| ----- | ------- | ------- | --------- |
| Alta  | i iː    |         | u uː      |
| Média | e       | ə əː    | o oː      |
| Baixa |         | a aː    |           |

### Consoantes
|                  |                           | Bilabial | Alveolar | Retroflez | Postalveolar or palatal | Velar | Velar | Glotal |
| Não arredondada  | Labialização- arredondada | Bilabial | Alveolar | Retroflez | Postalveolar or palatal |       |       | Glotal |
| ---------------- | ------------------------- | -------- | -------- | --------- | ----------------------- | ----- | ----- | ------ |
| Stop or Africada | Plena                     | p        | t        |           | tʃ                      | k     | kʷ    | ʔ      |
| Stop or Africada | Glotalizada               | pʼ       | tʼ       |           | tʃʼ                     | kʼ    | kʼʷ   |        |
| Fricativa        | Fricativa                 |          | ɬ        | ʂ         | ʃ                       | x     |       | h      |
| Nasal            | Plain                     | m        | n        |           |                         |       |       |        |
| Nasal            | Glotalizada               | ʼm       | ʼn       |           |                         |       |       |        |
| Aproximante      | Plana                     |          | l        | ɻ         | j                       | ɰ     | w     |        |
| Aproximante      | Glotalizada               |          | ʼl       | ʼɻ        | ʼj                      | ʼɰ    | ʼw    |        |

É notada a falta de uma /s/ plena; A alveolar fricativa é a ”não sonora alveolar lateral fricativa” /ɬ/.
As aproximantes glotalizadas /ʼl ʼɻ ʼj ʼɰ ʼw/ podem ser percebidas como uma vocalização dita “creaky” (laringealizada, pulsada, “tremida”) na vogal que a antecede, na glotal precedente ou em ambas. São frequentemente consoantes suavizadas, quase inaudíveis, quando ocorrem ao final de uma palavra.